# Florian Rossmanith
Florian Rossmanith (* 1978 in Berlin) ist ein deutscher Künstler. Sein Werk beinhaltet Fotografien, Skulpturen und Installationen.

## Leben
Florian Rossmanith studierte von 2000 bis 2001 Philosophie an der Humboldt-Universität zu Berlin. 2001 begann er ein  Studium der Fotografie an der Hochschule für Grafik und Buchkunst Leipzig (HGB). Seit 2003 war er in der Klasse von Timm Rautert. Von 2004 bis 2005 besuchte er mit Hilfe eines ERASMUS-Stipendium die École nationale des beaux-arts de Lyon. 2008 bekam er sein Diplom der Fotografie bei Timm Rautert an der HGB. Anschließend absolvierte er dort bis 2010 ein Meisterschülerstudium bei Christopher Muller. Von 2009 bis 2010 studierte er außerdem mit einem DAAD-Stipendium Textuelle Bildhauerei bei Heimo Zobernig an der Akademie der bildenden Künste Wien.

## Einzelausstellungen
- 2006 Hors Champ, in der Reihe: Waiting for the Taxis, HGB Leipzig
- 2008 Der Wald hinter dem Brett, Galerie Kleindienst, Leipzig
- 2010 Recycled Material, Galerie Kleindienst, Leipzig
- 2011 Florian Rossmanith, in der Reihe: Trabant, Kunsthalle Mainz[1]
- 2015 Moin Trashs, it's Frühling, New Jörg, Wien
- 2017 Blumen, Beach Office, Berlin
- 2020 Take care of your Glas, New Toni, Berlin

## Ausstellungsbeteiligungen
- 2006 Grammaire de la Ville, Goethe-Institut Lyon (F)
- 2006 The Roof, Galerie Kleindienst, Leipzig
- 2006 Regards croisés, Festival  Berlin-Paris, Espace Vent d’Ohm, Paris
- 2007 Blaue Blume, Les Subsistances / ENBA Lyon (F)
- 2007 Junge Kunst 12, Galerie Kleindienst, Leipzig
- 2008 Wir sind nicht hier um uns nett zu finden, Galerie Löhrl, Mönchengladbach
- 2008 Close the Gap, Stadtgalerie Kiel, Kiel
- 2008 Standards of Living, Kunstverein Leipzig, Leipzig
- 2009 Close the Gap, Stadtgalerie Speyer
- 2009 Close the Gap, Paffenhofener Kunstverein, Kulturhalle in Pfaffenhofen
- 2009 Stoffe der Eitelkeit, Parrotta Contemporary Art Stuttgart
- 2010 Grandslam -  Einzler, Büro Adalbert, Berlin
- 2010 Diana Tjarkasi präsentiert: The Most Incredible Thing, Demoraum K., Wien
- 2010 Fröhliche Gesellschaft, Parrotta Contemporary Art, Stuttgart
- 2011 Auslöser, Kunsthalle der Sparkasse Leipzig
- 2011 Valerie Prekär, Kunstverein Röderhof
- 2014 too coule tout ouzo, Ta Panta Ri, Berlin
- 2015 SIEW, Basis Projektraum, Frankfurt am Main
- 2017 SIIEW, Freudenberger, Wien
- 2020 Relax---it's all online, Galerie Lars Friedrich, Berlin